# Canard spatule
Spatula platalea
Espèce
Répartition géographique
Statut de conservation UICN

 LC  : Préoccupation mineure

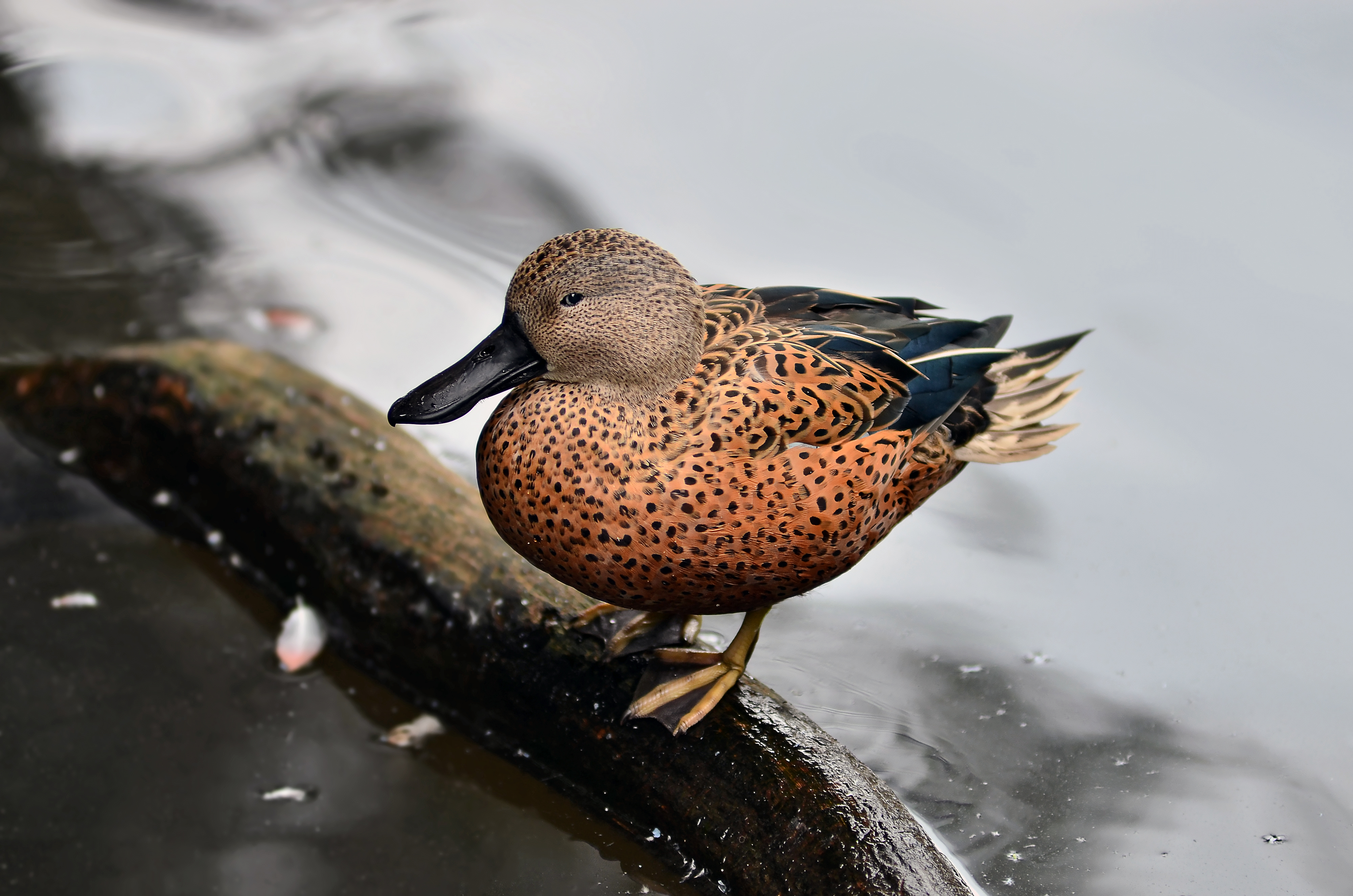
Un Canard spatule dans le parc des oiseaux Weltvogelpark Walsrode, Allemagne

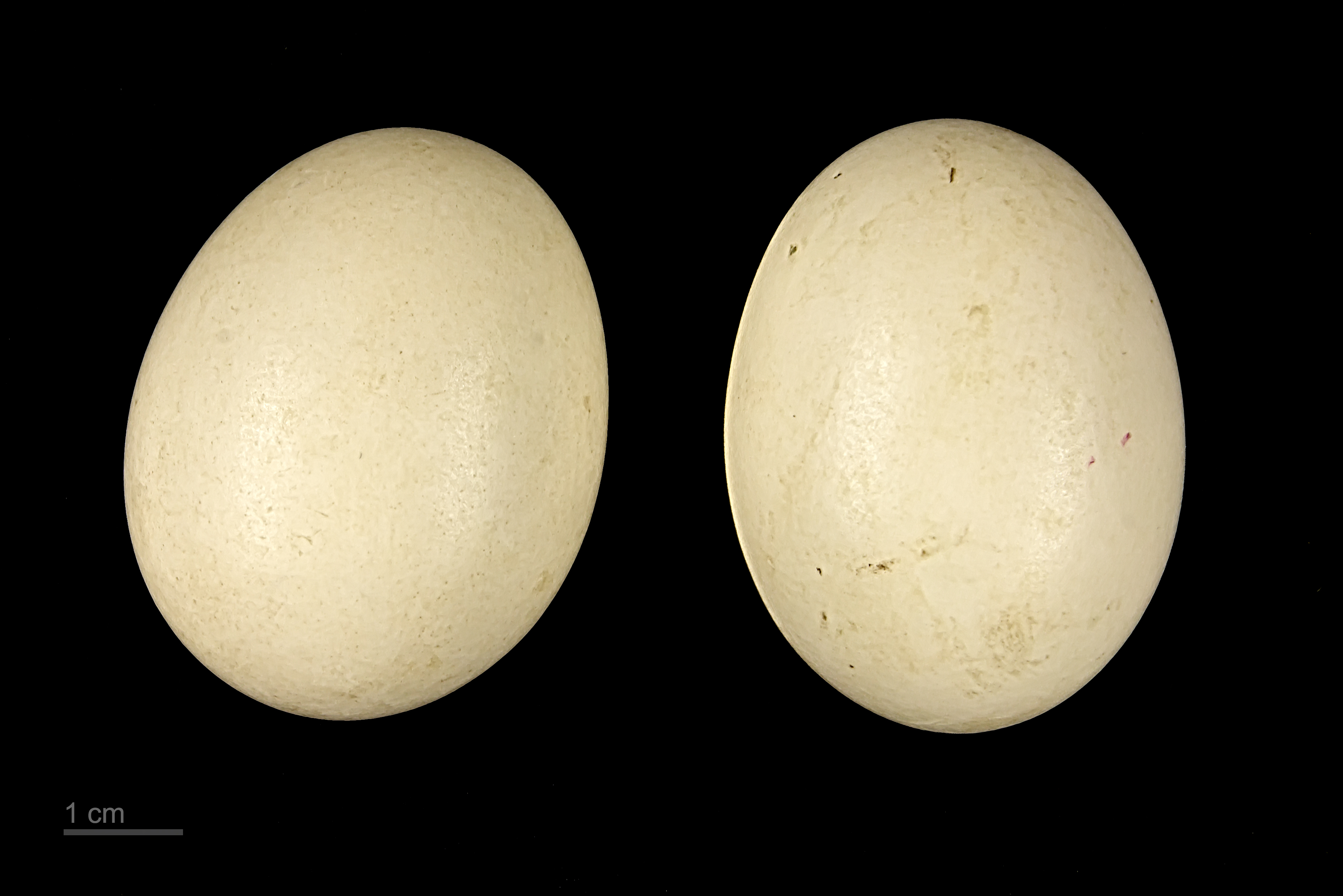
Anas platalea - MHNT

Le Canard spatule  (Spatula platalea,  anciennement Anas platalea) ou Souchet roux, est une espèce de canards barboteurs sud-américains de la famille des Anatidae. Ce palmipède est également appelé « canard souchet d'Argentine », du fait de la ressemblance du bec de ce canard avec celui du Canard souchet (Anas clypeata).

## Description
Son bec est noir et large, en forme de spatule. Bien qu'il existe un dimorphisme durant la période nuptiale, comme pour tous les canards austraux, les plumages nuptiaux de cette espèce sont moins colorés que ceux des espèces boréales. Le plumage éclipse est brun-gris. C'est un petit canard, sa taille est en moyenne de 53 cm et pèse de 500 à 600 grammes
mâle
Les mâles en plumage éclipse ressemblent aux femelles bien que leurs iris soient clairs, gris tirant sur le bleu.
femelle
Le plumage est marron-gris tacheté de noir sur le dos, la poitrine et les flancs. L'iris des femelles est foncé.

## Comportement
Cette espèce se nourrit en filtrant la végétation aquatique, les micro-organismes.
On l'observe communément en petits groupes, de canards spatule seulement ou associés à d'autres espèces de canards.
Ces oiseaux se reproduisent dans la période qui va de septembre à novembre. Le nid est construit sur le sol, dans une couverture de végétation. La femelle pond de cinq à dix œufs de coloration crémeuse, de 53 x 37 mm en moyenne, qui sont incubés environ 25 jours. Leur maturité sexuelle est atteinte à la fin de la première année de vie.

## Répartition
Le canard spatule nidifie dans le centre et le sud du Chili et en Argentine jusqu'au Détroit de Magellan, mais durant l'hiver austral les populations les plus au sud migrent vers le nord, jusqu'au Pérou et au Brésil.
Il vit dans les lagunes, estuaires d'eau douce ou saumâtre depuis les côtes marines jusqu'à 3 500 mètres. Il préfère les eaux calmes et peu profondes, riches en végétation palustre.

## Systématique

### Taxonomie
Il ne faut pas confondre le nom de l'espèce avec celui du genre Platalea formé par les spatules.

### Histoire évolutive
Ce canard partage certains traits communs avec la Sarcelle cannelle et le canard souchet.

## Le canard spatule et l'homme
Ce canard a été importé en Europe la première fois en 1932. À la fin de la Seconde Guerre mondiale, il était toujours surtout présent dans les réserves de la Wildfowl Trust britanniques. Depuis les années 1960, cette espèce est plus présente dans les zoos, bien qu'elle ne soit probablement présenté que dans un seul zoo en France.
Cette espèce s'hybride avec d'autres espèces comme le canard souchet, si elles sont maintenues ensemble dans un enclos.